# París-Roubaix 2024
La París-Roubaix 2024 fou la 121a edició de la cursa ciclista París-Roubaix. Es disputà el 7 d'abril de 2024 i tingué un recorregut de 259.7 quilòmetres. Fou el 16è esdeveniment de l'UCI World Tour 2024.
Després d'un atac a 60 quilòmetres de l'arribada, el gran favorit Mathieu van der Poel (Alpecin-Deceuninck) fou el vencedor de la cursa per segon any consecutiu. El seu company d'equip, Jasper Philipsen, fou segon després de guanyar l'esprint final contra Mads Pedersen (Lidl-Trek), qui ocupà el tercer esglaó del podi, i Nils Politt (UAE Team Emirates) qui quedà en quarta posició
Amb aquesta victòria, van der Poel fou el primer ciclista en aconseguir el doblet dels monuments del Tour de Flandes i de la París-Roubaix en onze anys. Aquesta edició de la París-Roubaix fou la més ràpida fins al moment.

## Equips
Un total de 25 equips participaren a la cursa, dels quals 18 foren els equips del WorldTour i els altres 17 foren equips de l'UCI ProTeam.
| WorldTeams (18)- Alpecin-Deceuninck - Arkéa-B&B Hotels - Astana Qazaqstan Team - Bahrain Victorious - Bora-Hansgrohe - Cofidis - Decathlon-AG2R La Mondiale - EF Education-EasyPost - Groupama-FDJ - Ineos Grenadiers - Intermarché-Wanty - Lidl-Trek - Movistar Team - Soudal Quick-Step - Team dsm-firmenich PostNL - Team Jayco AlUla - Team Visma \| Lease a Bike - UAE Team Emirates ProTeams (7)- Bingoal WB - Israel-Premier Tech - Lotto Dstny - Q36.5 Pro Cycling Team - Team Flanders-Baloise - TotalEnergies - Uno-X Mobility |
| |

## Classificació final
| \| Classificació general \| Classificació general \| Classificació general \| Classificació general \| Classificació general \| \| Corredor \| Corredor \| Equip \| Temps \| \| \| --------------------- \| --------------------- \| --------------------- \| --------------------- \| --------------------- \| \| 1r \| Mathieu van der Poel \| Alpecin-Deceuninck \| 5h 25' 58" \| \| \| 2n \| Jasper Philipsen \| Alpecin-Deceuninck \| + 3' 00" \| \| \| 3r \| Mads Pedersen \| Lidl-Trek \| + 3' 00" \| \| \| 4t \| Nils Politt \| UAE Team Emirates \| + 3' 00" \| \| \| 5è \| Stefan Küng \| Groupama-FDJ \| + 3' 15" \| \| \| 6è \| Gianni Vermeersch \| Alpecin-Deceuninck \| + 3' 47" \| \| \| 7è \| Laurence Pithie \| Groupama-FDJ \| + 3' 48" \| \| \| 8è \| Jordi Meeus \| Bora-Hansgrohe \| + 4' 47" \| \| \| 9è \| Søren Wærenskjold \| Uno-X Mobility \| + 4' 47" \| \| \| 10è \| Madis Mihkels \| Intermarché-Wanty \| + 4' 47" \| \| |                      |                    |            |
| |                      |                    |            |
| Font: ProCyclingStats |                      |                    |            |
| Classificació general |                      |                    |            |
| Corredor | Corredor             | Equip              | Temps      |
| 1r | Mathieu van der Poel | Alpecin-Deceuninck | 5h 25' 58" |
| 2n | Jasper Philipsen     | Alpecin-Deceuninck | + 3' 00"   |
| 3r | Mads Pedersen        | Lidl-Trek          | + 3' 00"   |
| 4t | Nils Politt          | UAE Team Emirates  | + 3' 00"   |
| 5è | Stefan Küng          | Groupama-FDJ       | + 3' 15"   |
| 6è | Gianni Vermeersch    | Alpecin-Deceuninck | + 3' 47"   |
| 7è | Laurence Pithie      | Groupama-FDJ       | + 3' 48"   |
| 8è | Jordi Meeus          | Bora-Hansgrohe     | + 4' 47"   |
| 9è | Søren Wærenskjold    | Uno-X Mobility     | + 4' 47"   |
| 10è | Madis Mihkels        | Intermarché-Wanty  | + 4' 47"   |

## Participants
| Alpecin-Deceuninck ADC | Alpecin-Deceuninck ADC            | Alpecin-Deceuninck ADC |
| ---------------------- | --------------------------------- | ---------------------- |
| Núm                    | Ciclista                          | Pos                    |
| 1                      | Mathieu van der Poel (NED) (ruta) | 1r                     |
| 2                      | Silvan Dillier (SUI)              | 85è                    |
| 3                      | Timo Kielich (BEL)                | 86è                    |
| 4                      | Jasper Philipsen (BEL)            | 2n                     |
| 5                      | Edward Planckaert (BEL)           | 45è                    |
| 6                      | Oscar Riesebeek (NED)             | FC                     |
| 7                      | Gianni Vermeersch (BEL)           | 6è                     |

| Team Visma \| Lease a Bike TVL | Team Visma \| Lease a Bike TVL  | Team Visma \| Lease a Bike TVL |
| ------------------------------ | ------------------------------- | ------------------------------ |
| Núm                            | Ciclista                        | Pos                            |
| 11                             | Dylan van Baarle (NED) (ruta)   | NP                             |
| 12                             | Edoardo Affini (ITA)            | 71è                            |
| 13                             | Per Strand Hagenes (NOR)        | 44è                            |
| 14                             | Christophe Laporte (FRA) (ruta) | 25è                            |
| 15                             | Julien Vermote (BEL)            | 52è                            |
| 16                             | Tim Van Dijke (NED)             | 16è                            |
| 17                             | Mick van Dijke (NED)            | 19è                            |

| Lidl-Trek LTK | Lidl-Trek LTK              | Lidl-Trek LTK |
| ------------- | -------------------------- | ------------- |
| Núm           | Ciclista                   | Pos           |
| 21            | Mads Pedersen (DEN)        | 3r            |
| 22            | Tim Declercq (BEL)         | 39è           |
| 23            | Daan Hoole (NED)           | 53è           |
| 24            | Jonathan Milan (ITA)       | DNF           |
| 25            | Edward Theuns (BEL)        | 47è           |
| 26            | Mathias Vacek (CZE) (ruta) | 43è           |
| 27            | Otto Vergaerde (BEL)       | DNF           |

| Groupama-FDJ GFC | Groupama-FDJ GFC        | Groupama-FDJ GFC |
| ---------------- | ----------------------- | ---------------- |
| Núm              | Ciclista                | Pos              |
| 31               | Stefan Küng (SUI)       | 5è               |
| 32               | Lewis Askey (GBR)       | 37è              |
| 33               | Sven Erik Bystrøm (NOR) | 74è              |
| 34               | Clément Davy (FRA)      | 90è              |
| 35               | Fabian Lienhard (SUI)   | 84è              |
| 36               | Laurence Pithie (NZL)   | 7è               |
| 37               | Marc Sarreau (FRA)      | 46è              |

| Team dsm-firmenich PostNL DFP | Team dsm-firmenich PostNL DFP | Team dsm-firmenich PostNL DFP |
| ----------------------------- | ----------------------------- | ----------------------------- |
| Núm                           | Ciclista                      | Pos                           |
| 41                            | John Degenkolb (GER)          | 11è                           |
| 42                            | Pavel Bittner (CZE)           | 29è                           |
| 43                            | Patrick Eddy (AUS)            | DNF                           |
| 44                            | Nils Eekhoff (NED)            | 32è                           |
| 45                            | Niklas Märkl (GER)            | FC                            |
| 46                            | Tim Naberman (NED)            | FC                            |
| 47                            | Casper van Uden (NED)         | DNF                           |

| Team Jayco AlUla JAY | Team Jayco AlUla JAY        | Team Jayco AlUla JAY |
| -------------------- | --------------------------- | -------------------- |
| Núm                  | Ciclista                    | Pos                  |
| 51                   | Max Walscheid (GER)         | 49è                  |
| 52                   | Luke Durbridge (AUS)        | DNF                  |
| 53                   | Anders Foldager (DEN)       | FC                   |
| 54                   | Amund Grøndahl Jansen (NOR) | FC                   |
| 55                   | Kelland O'Brien (AUS)       | 110è                 |
| 56                   | Blake Quick (AUS)           | FC                   |
| 57                   | Elmar Reinders (NED)        | DNF                  |

| Intermarché-Wanty IWA | Intermarché-Wanty IWA     | Intermarché-Wanty IWA |
| --------------------- | ------------------------- | --------------------- |
| Núm                   | Ciclista                  | Pos                   |
| 61                    | Laurenz Rex (BEL)         | DNF                   |
| 62                    | Madis Mihkels (EST)       | 10è                   |
| 63                    | Hugo Page (FRA)           | 34è                   |
| 64                    | Adrien Petit (FRA)        | DNF                   |
| 65                    | Baptiste Planckaert (BEL) | 59è                   |
| 66                    | Mike Teunissen (NED)      | 22è                   |
| 67                    | Gijs Van Hoecke (BEL)     | DNF                   |

| Uno-X Mobility UXM | Uno-X Mobility UXM          | Uno-X Mobility UXM |
| ------------------ | --------------------------- | ------------------ |
| Núm                | Ciclista                    | Pos                |
| 71                 | Alexander Kristoff (NOR)    | 21è                |
| 72                 | Jonas Abrahamsen (NOR)      | 27è                |
| 73                 | Stian Fredheim (NOR)        | 65è                |
| 74                 | Tord Gudmestad (NOR)        | 89è                |
| 75                 | Erik Nordsæter Resell (NOR) | DNF                |
| 76                 | Rasmus Tiller (NOR)         | 28è                |
| 77                 | Søren Wærenskjold (NOR)     | 9è                 |

| UAE Team Emirates UAD | UAE Team Emirates UAD            | UAE Team Emirates UAD |
| --------------------- | -------------------------------- | --------------------- |
| Núm                   | Ciclista                         | Pos                   |
| 81                    | Nils Politt (GER)                | 4t                    |
| 82                    | Mikkel Bjerg (DEN)               | 51è                   |
| 83                    | Álvaro Hodeg Chagui (COL)        | DNF                   |
| 85                    | Sebastián Molano Benavides (COL) | 76è                   |
| 86                    | António Morgado (POR)            | 87è                   |
| 87                    | Michael Vink (NZL)               | NP                    |
| 88                    | Tim Wellens (BEL)                | 15è                   |

| Ineos Grenadiers IGD | Ineos Grenadiers IGD | Ineos Grenadiers IGD |
| -------------------- | -------------------- | -------------------- |
| Núm                  | Ciclista             | Pos                  |
| 91                   | Ben Turner (GBR)     | DNF                  |
| 92                   | Andrew August (USA)  | FC                   |
| 93                   | Ben Swift (GBR)      | 58è                  |
| 94                   | Connor Swift (GBR)   | 48è                  |
| 95                   | Thomas Pidcock (GBR) | 17è                  |
| 96                   | Joshua Tarling (GBR) | DQ                   |
| 97                   | Elia Viviani (ITA)   | DNF                  |

| Bahrain Victorious TBV | Bahrain Victorious TBV   | Bahrain Victorious TBV |
| ---------------------- | ------------------------ | ---------------------- |
| Núm                    | Ciclista                 | Pos                    |
| 101                    | Fred Wright (GBR) (ruta) | 12è                    |
| 102                    | Kamil Gradek (POL)       | 41è                    |
| 103                    | Fran Miholjević (CRO)    | 102è                   |
| 104                    | Andrea Pasqualon (ITA)   | 50è                    |
| 105                    | Dušan Rajović (SRB)      | 92è                    |
| 106                    | Cameron Scott (AUS)      | FC                     |
| 107                    | Łukasz Wiśniowski (POL)  | DNF                    |

| Soudal Quick-Step SOQ | Soudal Quick-Step SOQ    | Soudal Quick-Step SOQ |
| --------------------- | ------------------------ | --------------------- |
| Núm                   | Ciclista                 | Pos                   |
| 111                   | Yves Lampaert (BEL)      | 36è                   |
| 112                   | Kasper Asgreen (DEN)     | 88è                   |
| 113                   | Tim Merlier (BEL)        | DNF                   |
| 114                   | Gianni Moscon (ITA)      | DNF                   |
| 115                   | Casper Pedersen (DEN)    | DNF                   |
| 116                   | Bert Van Lerberghe (BEL) | 42è                   |
| 117                   | Warre Vangheluwe (BEL)   | DNF                   |

| Arkéa-B&B Hotels ARK | Arkéa-B&B Hotels ARK   | Arkéa-B&B Hotels ARK |
| -------------------- | ---------------------- | -------------------- |
| Núm                  | Ciclista               | Pos                  |
| 121                  | Luca Mozzato (ITA)     | 72è                  |
| 122                  | Jenthe Biermans (BEL)  | 23è                  |
| 123                  | David Dekker (NED)     | DNF                  |
| 124                  | Donavan Grondin (FRA)  | 82è                  |
| 125                  | Daniel McLay (GBR)     | FC                   |
| 126                  | Miles Scotson (AUS)    | 105è                 |
| 127                  | Florian Sénéchal (FRA) | 60è                  |

| Bora-Hansgrohe BOH | Bora-Hansgrohe BOH   | Bora-Hansgrohe BOH |
| ------------------ | -------------------- | ------------------ |
| Núm                | Ciclista             | Pos                |
| 131                | Marco Haller (AUT)   | DNF                |
| 132                | Emil Herzog (GER)    | FC                 |
| 133                | Luis-Joe Lührs (GER) | DNF                |
| 134                | Filip Maciejuk (POL) | 97è                |
| 135                | Jordi Meeus (BEL)    | 8è                 |
| 136                | Ryan Mullen (IRL)    | DNF                |
| 137                | Sam Welsford (AUS)   | 83è                |

| Decathlon-AG2R La Mondiale DAT | Decathlon-AG2R La Mondiale DAT | Decathlon-AG2R La Mondiale DAT |
| ------------------------------ | ------------------------------ | ------------------------------ |
| Núm                            | Ciclista                       | Pos                            |
| 141                            | Oliver Naesen (BEL)            | 24è                            |
| 142                            | Edvald Boasson Hagen (NOR)     | 77è                            |
| 143                            | Dries De Bondt (BEL)           | DNF                            |
| 144                            | Sander De Pestel (BEL)         | 40è                            |
| 145                            | Pierre Gautherat (FRA)         | 57è                            |
| 146                            | Jordan Labrosse (FRA)          | 101è                           |
| 147                            | Damien Touzé (FRA)             | 99è                            |

| EF Education-EasyPost EFE | EF Education-EasyPost EFE          | EF Education-EasyPost EFE |
| ------------------------- | ---------------------------------- | ------------------------- |
| Núm                       | Ciclista                           | Pos                       |
| 151                       | Alberto Bettiol (ITA)              | DNF                       |
| 152                       | Stefan Bissegger (SUI)             | 26è                       |
| 153                       | Owain Doull (GBR)                  | 107è                      |
| 154                       | Lukas Nerurkar (GBR)               | DNF                       |
| 155                       | Jonas Rutsch (GER)                 | DNF                       |
| 156                       | Harry Sweeny (AUS)                 | 70è                       |
| 157                       | Jardi Christiaan van der Lee (NED) | FC                        |

| Cofidis COF | Cofidis COF                 | Cofidis COF |
| ----------- | --------------------------- | ----------- |
| Núm         | Ciclista                    | Pos         |
| 161         | Alexis Renard (FRA)         | FC          |
| 162         | Piet Allegaert (BEL)        | 35è         |
| 163         | Stanisław Aniołkowski (POL) | 73è         |
| 164         | Aimé De Gendt (BEL)         | 104è        |
| 165         | Milan Fretin (BEL)          | FC          |
| 166         | Christophe Noppe (BEL)      | DNF         |
| 167         | Ludovic Robeet (BEL)        | 95è         |

| Movistar Team MOV | Movistar Team MOV                 | Movistar Team MOV |
| ----------------- | --------------------------------- | ----------------- |
| Núm               | Ciclista                          | Pos               |
| 171               | Oier Lazkano López (ESP) (ruta)   | DNF               |
| 172               | Rémi Cavagna (FRA)                | 103è              |
| 173               | Iván García Cortina (ESP)         | 63è               |
| 174               | Johan Jacobs (SUI)                | 38è               |
| 175               | Mathias Norsgaard Jørgensen (DEN) | 69è               |
| 176               | Manlio Moro (ITA)                 | FC                |
| 177               | Vinicius Rangel Costa (BRA)       | 94è               |

| TotalEnergies TEN | TotalEnergies TEN       | TotalEnergies TEN |
| ----------------- | ----------------------- | ----------------- |
| Núm               | Ciclista                | Pos               |
| 181               | Anthony Turgis (FRA)    | 54è               |
| 182               | Lucas Boniface (FRA)    | DNF               |
| 183               | Sandy Dujardin (FRA)    | 55è               |
| 184               | Thomas Gachignard (FRA) | 30è               |
| 185               | Émilien Jeannière (FRA) | DNF               |
| 186               | Lorrenzo Manzin (FRA)   | DNF               |
| 187               | Dries Van Gestel (BEL)  | 13è               |

| Lotto Dstny LTD | Lotto Dstny LTD          | Lotto Dstny LTD |
| --------------- | ------------------------ | --------------- |
| Núm             | Ciclista                 | Pos             |
| 191             | Cedric Beullens (BEL)    | 81è             |
| 192             | Sébastien Grignard (BEL) | 68è             |
| 193             | Jacopo Guarnieri (ITA)   | DNF             |
| 194             | Mathijs Paasschens (NED) | FC              |
| 195             | Alec Segaert (BEL)       | 66è             |
| 196             | Liam Slock (BEL)         | 20è             |
| 197             | Brent Van Moer (BEL)     | 56è             |

| Astana Qazaqstan Team AST | Astana Qazaqstan Team AST | Astana Qazaqstan Team AST |
| ------------------------- | ------------------------- | ------------------------- |
| Núm                       | Ciclista                  | Pos                       |
| 201                       | Cees Bol (NED)            | 80è                       |
| 202                       | Yevgeniy Fedorov (KAZ)    | 14è                       |
| 203                       | Ievgueni Guiditx (KAZ)    | DNF                       |
| 204                       | Dmitri Grúzdev (KAZ)      | DNF                       |
| 205                       | Michael Mørkøv (DEN)      | NP                        |
| 206                       | Rüdiger Selig (GER)       | 64è                       |
| 207                       | Gleb Syrica               | DNF                       |

| Israel-Premier Tech IPT | Israel-Premier Tech IPT | Israel-Premier Tech IPT |
| ----------------------- | ----------------------- | ----------------------- |
| Núm                     | Ciclista                | Pos                     |
| 211                     | Riley Sheehan (USA)     | 75è                     |
| 212                     | Guillaume Boivin (CAN)  | DNF                     |
| 213                     | Hugo Hofstetter (FRA)   | 79è                     |
| 214                     | Riley Pickrell (CAN)    | FC                      |
| 215                     | Nadav Raisberg (ISR)    | 67è                     |
| 216                     | Tom Van Asbroeck (BEL)  | 31è                     |
| 217                     | Rick Zabel (GER)        | 106è                    |

| Q36.5 Pro Cycling Team Q36 | Q36.5 Pro Cycling Team Q36 | Q36.5 Pro Cycling Team Q36 |
| -------------------------- | -------------------------- | -------------------------- |
| Núm                        | Ciclista                   | Pos                        |
| 221                        | Jannik Steimle (GER)       | 33è                        |
| 222                        | Fabio Christen (SUI)       | 61è                        |
| 223                        | Tobias Ludvigsson (SWE)    | DNF                        |
| 224                        | Kamil Małecki (POL)        | 18è                        |
| 225                        | Cyrus Monk (AUS)           | FC                         |
| 226                        | Joey Rosskopf (USA)        | 109è                       |
| 227                        | Rory Townsend (IRL)        | 108è                       |

| Bingoal WB BWB | Bingoal WB BWB            | Bingoal WB BWB |
| -------------- | ------------------------- | -------------- |
| Núm            | Ciclista                  | Pos            |
| 231            | Jelle Vermoote (BEL)      | DNF            |
| 232            | Louis Blouwe (BEL)        | DNF            |
| 233            | Luca De Meester (BEL)     | 100è           |
| 234            | Ceriel Desal (BEL)        | 78è            |
| 235            | Alexander Salby (DEN)     | DNF            |
| 236            | Aaron Van der Beken (BEL) | 96è            |
| 237            | Sasha Weemaes (BEL)       | DNF            |

| Team Flanders-Baloise TFB | Team Flanders-Baloise TFB | Team Flanders-Baloise TFB |
| ------------------------- | ------------------------- | ------------------------- |
| Núm                       | Ciclista                  | Pos                       |
| 241                       | Lars Craps (BEL)          | DNF                       |
| 242                       | Siebe Deweirdt (BEL)      | DNF                       |
| 243                       | Jules Hesters (BEL)       | 62è                       |
| 244                       | Dylan Vandenstorme (BEL)  | 93è                       |
| 245                       | Yentl Vandevelde (BEL)    | 91è                       |
| 246                       | Ward Vanhoof (BEL)        | 98è                       |
| 247                       | Victor Vercouillie (BEL)  | FC                        |

| Alpecin-Deceuninck ADC | Alpecin-Deceuninck ADC            | Alpecin-Deceuninck ADC |
| ---------------------- | --------------------------------- | ---------------------- |
| Núm                    | Ciclista                          | Pos                    |
| 1                      | Mathieu van der Poel (NED) (ruta) | 1r                     |
| 2                      | Silvan Dillier (SUI)              | 85è                    |
| 3                      | Timo Kielich (BEL)                | 86è                    |
| 4                      | Jasper Philipsen (BEL)            | 2n                     |
| 5                      | Edward Planckaert (BEL)           | 45è                    |
| 6                      | Oscar Riesebeek (NED)             | FC                     |
| 7                      | Gianni Vermeersch (BEL)           | 6è                     |

| Team Visma \| Lease a Bike TVL | Team Visma \| Lease a Bike TVL  | Team Visma \| Lease a Bike TVL |
| ------------------------------ | ------------------------------- | ------------------------------ |
| Núm                            | Ciclista                        | Pos                            |
| 11                             | Dylan van Baarle (NED) (ruta)   | NP                             |
| 12                             | Edoardo Affini (ITA)            | 71è                            |
| 13                             | Per Strand Hagenes (NOR)        | 44è                            |
| 14                             | Christophe Laporte (FRA) (ruta) | 25è                            |
| 15                             | Julien Vermote (BEL)            | 52è                            |
| 16                             | Tim Van Dijke (NED)             | 16è                            |
| 17                             | Mick van Dijke (NED)            | 19è                            |

| Lidl-Trek LTK | Lidl-Trek LTK              | Lidl-Trek LTK |
| ------------- | -------------------------- | ------------- |
| Núm           | Ciclista                   | Pos           |
| 21            | Mads Pedersen (DEN)        | 3r            |
| 22            | Tim Declercq (BEL)         | 39è           |
| 23            | Daan Hoole (NED)           | 53è           |
| 24            | Jonathan Milan (ITA)       | DNF           |
| 25            | Edward Theuns (BEL)        | 47è           |
| 26            | Mathias Vacek (CZE) (ruta) | 43è           |
| 27            | Otto Vergaerde (BEL)       | DNF           |

| Groupama-FDJ GFC | Groupama-FDJ GFC        | Groupama-FDJ GFC |
| ---------------- | ----------------------- | ---------------- |
| Núm              | Ciclista                | Pos              |
| 31               | Stefan Küng (SUI)       | 5è               |
| 32               | Lewis Askey (GBR)       | 37è              |
| 33               | Sven Erik Bystrøm (NOR) | 74è              |
| 34               | Clément Davy (FRA)      | 90è              |
| 35               | Fabian Lienhard (SUI)   | 84è              |
| 36               | Laurence Pithie (NZL)   | 7è               |
| 37               | Marc Sarreau (FRA)      | 46è              |

| Team dsm-firmenich PostNL DFP | Team dsm-firmenich PostNL DFP | Team dsm-firmenich PostNL DFP |
| ----------------------------- | ----------------------------- | ----------------------------- |
| Núm                           | Ciclista                      | Pos                           |
| 41                            | John Degenkolb (GER)          | 11è                           |
| 42                            | Pavel Bittner (CZE)           | 29è                           |
| 43                            | Patrick Eddy (AUS)            | DNF                           |
| 44                            | Nils Eekhoff (NED)            | 32è                           |
| 45                            | Niklas Märkl (GER)            | FC                            |
| 46                            | Tim Naberman (NED)            | FC                            |
| 47                            | Casper van Uden (NED)         | DNF                           |

| Team Jayco AlUla JAY | Team Jayco AlUla JAY        | Team Jayco AlUla JAY |
| -------------------- | --------------------------- | -------------------- |
| Núm                  | Ciclista                    | Pos                  |
| 51                   | Max Walscheid (GER)         | 49è                  |
| 52                   | Luke Durbridge (AUS)        | DNF                  |
| 53                   | Anders Foldager (DEN)       | FC                   |
| 54                   | Amund Grøndahl Jansen (NOR) | FC                   |
| 55                   | Kelland O'Brien (AUS)       | 110è                 |
| 56                   | Blake Quick (AUS)           | FC                   |
| 57                   | Elmar Reinders (NED)        | DNF                  |

| Intermarché-Wanty IWA | Intermarché-Wanty IWA     | Intermarché-Wanty IWA |
| --------------------- | ------------------------- | --------------------- |
| Núm                   | Ciclista                  | Pos                   |
| 61                    | Laurenz Rex (BEL)         | DNF                   |
| 62                    | Madis Mihkels (EST)       | 10è                   |
| 63                    | Hugo Page (FRA)           | 34è                   |
| 64                    | Adrien Petit (FRA)        | DNF                   |
| 65                    | Baptiste Planckaert (BEL) | 59è                   |
| 66                    | Mike Teunissen (NED)      | 22è                   |
| 67                    | Gijs Van Hoecke (BEL)     | DNF                   |

| Uno-X Mobility UXM | Uno-X Mobility UXM          | Uno-X Mobility UXM |
| ------------------ | --------------------------- | ------------------ |
| Núm                | Ciclista                    | Pos                |
| 71                 | Alexander Kristoff (NOR)    | 21è                |
| 72                 | Jonas Abrahamsen (NOR)      | 27è                |
| 73                 | Stian Fredheim (NOR)        | 65è                |
| 74                 | Tord Gudmestad (NOR)        | 89è                |
| 75                 | Erik Nordsæter Resell (NOR) | DNF                |
| 76                 | Rasmus Tiller (NOR)         | 28è                |
| 77                 | Søren Wærenskjold (NOR)     | 9è                 |

| UAE Team Emirates UAD | UAE Team Emirates UAD            | UAE Team Emirates UAD |
| --------------------- | -------------------------------- | --------------------- |
| Núm                   | Ciclista                         | Pos                   |
| 81                    | Nils Politt (GER)                | 4t                    |
| 82                    | Mikkel Bjerg (DEN)               | 51è                   |
| 83                    | Álvaro Hodeg Chagui (COL)        | DNF                   |
| 85                    | Sebastián Molano Benavides (COL) | 76è                   |
| 86                    | António Morgado (POR)            | 87è                   |
| 87                    | Michael Vink (NZL)               | NP                    |
| 88                    | Tim Wellens (BEL)                | 15è                   |

| Ineos Grenadiers IGD | Ineos Grenadiers IGD | Ineos Grenadiers IGD |
| -------------------- | -------------------- | -------------------- |
| Núm                  | Ciclista             | Pos                  |
| 91                   | Ben Turner (GBR)     | DNF                  |
| 92                   | Andrew August (USA)  | FC                   |
| 93                   | Ben Swift (GBR)      | 58è                  |
| 94                   | Connor Swift (GBR)   | 48è                  |
| 95                   | Thomas Pidcock (GBR) | 17è                  |
| 96                   | Joshua Tarling (GBR) | DQ                   |
| 97                   | Elia Viviani (ITA)   | DNF                  |

| Bahrain Victorious TBV | Bahrain Victorious TBV   | Bahrain Victorious TBV |
| ---------------------- | ------------------------ | ---------------------- |
| Núm                    | Ciclista                 | Pos                    |
| 101                    | Fred Wright (GBR) (ruta) | 12è                    |
| 102                    | Kamil Gradek (POL)       | 41è                    |
| 103                    | Fran Miholjević (CRO)    | 102è                   |
| 104                    | Andrea Pasqualon (ITA)   | 50è                    |
| 105                    | Dušan Rajović (SRB)      | 92è                    |
| 106                    | Cameron Scott (AUS)      | FC                     |
| 107                    | Łukasz Wiśniowski (POL)  | DNF                    |

| Soudal Quick-Step SOQ | Soudal Quick-Step SOQ    | Soudal Quick-Step SOQ |
| --------------------- | ------------------------ | --------------------- |
| Núm                   | Ciclista                 | Pos                   |
| 111                   | Yves Lampaert (BEL)      | 36è                   |
| 112                   | Kasper Asgreen (DEN)     | 88è                   |
| 113                   | Tim Merlier (BEL)        | DNF                   |
| 114                   | Gianni Moscon (ITA)      | DNF                   |
| 115                   | Casper Pedersen (DEN)    | DNF                   |
| 116                   | Bert Van Lerberghe (BEL) | 42è                   |
| 117                   | Warre Vangheluwe (BEL)   | DNF                   |

| Arkéa-B&B Hotels ARK | Arkéa-B&B Hotels ARK   | Arkéa-B&B Hotels ARK |
| -------------------- | ---------------------- | -------------------- |
| Núm                  | Ciclista               | Pos                  |
| 121                  | Luca Mozzato (ITA)     | 72è                  |
| 122                  | Jenthe Biermans (BEL)  | 23è                  |
| 123                  | David Dekker (NED)     | DNF                  |
| 124                  | Donavan Grondin (FRA)  | 82è                  |
| 125                  | Daniel McLay (GBR)     | FC                   |
| 126                  | Miles Scotson (AUS)    | 105è                 |
| 127                  | Florian Sénéchal (FRA) | 60è                  |

| Bora-Hansgrohe BOH | Bora-Hansgrohe BOH   | Bora-Hansgrohe BOH |
| ------------------ | -------------------- | ------------------ |
| Núm                | Ciclista             | Pos                |
| 131                | Marco Haller (AUT)   | DNF                |
| 132                | Emil Herzog (GER)    | FC                 |
| 133                | Luis-Joe Lührs (GER) | DNF                |
| 134                | Filip Maciejuk (POL) | 97è                |
| 135                | Jordi Meeus (BEL)    | 8è                 |
| 136                | Ryan Mullen (IRL)    | DNF                |
| 137                | Sam Welsford (AUS)   | 83è                |

| Decathlon-AG2R La Mondiale DAT | Decathlon-AG2R La Mondiale DAT | Decathlon-AG2R La Mondiale DAT |
| ------------------------------ | ------------------------------ | ------------------------------ |
| Núm                            | Ciclista                       | Pos                            |
| 141                            | Oliver Naesen (BEL)            | 24è                            |
| 142                            | Edvald Boasson Hagen (NOR)     | 77è                            |
| 143                            | Dries De Bondt (BEL)           | DNF                            |
| 144                            | Sander De Pestel (BEL)         | 40è                            |
| 145                            | Pierre Gautherat (FRA)         | 57è                            |
| 146                            | Jordan Labrosse (FRA)          | 101è                           |
| 147                            | Damien Touzé (FRA)             | 99è                            |

| EF Education-EasyPost EFE | EF Education-EasyPost EFE          | EF Education-EasyPost EFE |
| ------------------------- | ---------------------------------- | ------------------------- |
| Núm                       | Ciclista                           | Pos                       |
| 151                       | Alberto Bettiol (ITA)              | DNF                       |
| 152                       | Stefan Bissegger (SUI)             | 26è                       |
| 153                       | Owain Doull (GBR)                  | 107è                      |
| 154                       | Lukas Nerurkar (GBR)               | DNF                       |
| 155                       | Jonas Rutsch (GER)                 | DNF                       |
| 156                       | Harry Sweeny (AUS)                 | 70è                       |
| 157                       | Jardi Christiaan van der Lee (NED) | FC                        |

| Cofidis COF | Cofidis COF                 | Cofidis COF |
| ----------- | --------------------------- | ----------- |
| Núm         | Ciclista                    | Pos         |
| 161         | Alexis Renard (FRA)         | FC          |
| 162         | Piet Allegaert (BEL)        | 35è         |
| 163         | Stanisław Aniołkowski (POL) | 73è         |
| 164         | Aimé De Gendt (BEL)         | 104è        |
| 165         | Milan Fretin (BEL)          | FC          |
| 166         | Christophe Noppe (BEL)      | DNF         |
| 167         | Ludovic Robeet (BEL)        | 95è         |

| Movistar Team MOV | Movistar Team MOV                 | Movistar Team MOV |
| ----------------- | --------------------------------- | ----------------- |
| Núm               | Ciclista                          | Pos               |
| 171               | Oier Lazkano López (ESP) (ruta)   | DNF               |
| 172               | Rémi Cavagna (FRA)                | 103è              |
| 173               | Iván García Cortina (ESP)         | 63è               |
| 174               | Johan Jacobs (SUI)                | 38è               |
| 175               | Mathias Norsgaard Jørgensen (DEN) | 69è               |
| 176               | Manlio Moro (ITA)                 | FC                |
| 177               | Vinicius Rangel Costa (BRA)       | 94è               |

| TotalEnergies TEN | TotalEnergies TEN       | TotalEnergies TEN |
| ----------------- | ----------------------- | ----------------- |
| Núm               | Ciclista                | Pos               |
| 181               | Anthony Turgis (FRA)    | 54è               |
| 182               | Lucas Boniface (FRA)    | DNF               |
| 183               | Sandy Dujardin (FRA)    | 55è               |
| 184               | Thomas Gachignard (FRA) | 30è               |
| 185               | Émilien Jeannière (FRA) | DNF               |
| 186               | Lorrenzo Manzin (FRA)   | DNF               |
| 187               | Dries Van Gestel (BEL)  | 13è               |

| Lotto Dstny LTD | Lotto Dstny LTD          | Lotto Dstny LTD |
| --------------- | ------------------------ | --------------- |
| Núm             | Ciclista                 | Pos             |
| 191             | Cedric Beullens (BEL)    | 81è             |
| 192             | Sébastien Grignard (BEL) | 68è             |
| 193             | Jacopo Guarnieri (ITA)   | DNF             |
| 194             | Mathijs Paasschens (NED) | FC              |
| 195             | Alec Segaert (BEL)       | 66è             |
| 196             | Liam Slock (BEL)         | 20è             |
| 197             | Brent Van Moer (BEL)     | 56è             |

| Astana Qazaqstan Team AST | Astana Qazaqstan Team AST | Astana Qazaqstan Team AST |
| ------------------------- | ------------------------- | ------------------------- |
| Núm                       | Ciclista                  | Pos                       |
| 201                       | Cees Bol (NED)            | 80è                       |
| 202                       | Yevgeniy Fedorov (KAZ)    | 14è                       |
| 203                       | Ievgueni Guiditx (KAZ)    | DNF                       |
| 204                       | Dmitri Grúzdev (KAZ)      | DNF                       |
| 205                       | Michael Mørkøv (DEN)      | NP                        |
| 206                       | Rüdiger Selig (GER)       | 64è                       |
| 207                       | Gleb Syrica               | DNF                       |

| Israel-Premier Tech IPT | Israel-Premier Tech IPT | Israel-Premier Tech IPT |
| ----------------------- | ----------------------- | ----------------------- |
| Núm                     | Ciclista                | Pos                     |
| 211                     | Riley Sheehan (USA)     | 75è                     |
| 212                     | Guillaume Boivin (CAN)  | DNF                     |
| 213                     | Hugo Hofstetter (FRA)   | 79è                     |
| 214                     | Riley Pickrell (CAN)    | FC                      |
| 215                     | Nadav Raisberg (ISR)    | 67è                     |
| 216                     | Tom Van Asbroeck (BEL)  | 31è                     |
| 217                     | Rick Zabel (GER)        | 106è                    |

| Q36.5 Pro Cycling Team Q36 | Q36.5 Pro Cycling Team Q36 | Q36.5 Pro Cycling Team Q36 |
| -------------------------- | -------------------------- | -------------------------- |
| Núm                        | Ciclista                   | Pos                        |
| 221                        | Jannik Steimle (GER)       | 33è                        |
| 222                        | Fabio Christen (SUI)       | 61è                        |
| 223                        | Tobias Ludvigsson (SWE)    | DNF                        |
| 224                        | Kamil Małecki (POL)        | 18è                        |
| 225                        | Cyrus Monk (AUS)           | FC                         |
| 226                        | Joey Rosskopf (USA)        | 109è                       |
| 227                        | Rory Townsend (IRL)        | 108è                       |

| Bingoal WB BWB | Bingoal WB BWB            | Bingoal WB BWB |
| -------------- | ------------------------- | -------------- |
| Núm            | Ciclista                  | Pos            |
| 231            | Jelle Vermoote (BEL)      | DNF            |
| 232            | Louis Blouwe (BEL)        | DNF            |
| 233            | Luca De Meester (BEL)     | 100è           |
| 234            | Ceriel Desal (BEL)        | 78è            |
| 235            | Alexander Salby (DEN)     | DNF            |
| 236            | Aaron Van der Beken (BEL) | 96è            |
| 237            | Sasha Weemaes (BEL)       | DNF            |

| Team Flanders-Baloise TFB | Team Flanders-Baloise TFB | Team Flanders-Baloise TFB |
| ------------------------- | ------------------------- | ------------------------- |
| Núm                       | Ciclista                  | Pos                       |
| 241                       | Lars Craps (BEL)          | DNF                       |
| 242                       | Siebe Deweirdt (BEL)      | DNF                       |
| 243                       | Jules Hesters (BEL)       | 62è                       |
| 244                       | Dylan Vandenstorme (BEL)  | 93è                       |
| 245                       | Yentl Vandevelde (BEL)    | 91è                       |
| 246                       | Ward Vanhoof (BEL)        | 98è                       |
| 247                       | Victor Vercouillie (BEL)  | FC                        |